# 新月星鯊
新月星鲨（学名：Mustelus lunulatus），又稱新月貂鯊，為軟骨魚綱真鯊目皺唇鯊科星鯊屬的一種，分布於東太平洋美國加利福尼亞州南部至巴拿馬海域，深度10至94公尺，體長最大可達175公分，棲息在大陸棚底層水域，屬肉食性，以甲殼類等為食，卵胎生，生活習性不明，可做為食用魚。